# Franz von Höhnel
Franz Xaver Rudolf Ritter von Höhnel (* 24. September 1852 in Zombor, Batschka; † 11. November 1920 in Wien) war ein österreichischer Botaniker und Hochschullehrer. Er war Rektor der Technischen Hochschule Wien. Sein botanisches Kürzel lautet Höhn.

## Leben
Franz von Höhnel studierte an der Technischen Hochschule und an der Universität Wien und legte 1874 die Lehramtsprüfung für Mathematik, Geographie und Naturgeschichte ab. Anschließend war er Assistent von Friedrich Haberlandt an der Hochschule für Bodenkultur.
1877 promovierte er an der Universität Straßburg bei Anton de Bary zum Dr. phil. mit einer Dissertation Über den negativen Luftdruck in den Gefäßen der Pflanzen, den er experimentell nachwies. Von 1877 bis 1880 war er an der Forstakademie Mariabrunn Assistent der forstlich-meteorologischen Versuchsleitung. 1879 habilitierte er sich für Botanik an der Technischen Hochschule Wien. Ab 1878 war er Dozent, 1884 erhielt er den Titel eines außerordentlichen Professors an der Technischen Hochschule Wien, ab 1888 war er wirklicher außerordentlicher Professor für technische Mikroskopie und Warenkunde. 1894 wurde er als ordentlicher Professor für Pflanzenanatomie und Pflanzenphysiologie an die Hochschule für Bodenkultur berufen, wechselte aber bereits 1895 als ordentlicher Professor der Botanik, Mikroskopie und technischen Warenkunde an die Technische Hochschule zurück. Im Studienjahr 1905/06 wurde er zum Rektor der Technischen Hochschule Wien gewählt.
Ab 1904 war er korrespondierendes Mitglied der Kaiserlichen Akademie der Wissenschaften.
Von Höhnel entdeckte das Phelloid, konstruierte neue mikroskopische Apparate und neuen mikroskopische Analysemethoden und führte die technische Mikroskopie als offiziellen Lehrgegenstand an den österreichischen technischen Hochschulen ein. In den 1890er Jahren wandte er sich der Mykologie zu, revidierte das Pilzsystem und stellte rund 250 neuen Gattungen und 500 neuen Arten auf. Er unternahm Forschungsreisen unter anderem nach Nordafrika, Kleinasien, Brasilien, Nordamerika, Ceylon und Java.
Franz von Höhnel starb 1920 im Alter von 68 Jahren und wurde am Wiener Zentralfriedhof bestattet. Sein Bruder war der Marineoffizier, Afrikaforscher und Geograph Ludwig von Höhnel.

## Auszeichnungen
- Ritter III. Klasse des Ordens der Eisernen Krone[3]

## Publikationen (Auswahl)
- 1876/77: Über den negativen Luftdruck in den Gefäßen der Pflanzen, C. Gerold-Verlag, Wien/Strasbourg, Dissertation und in Friedrich Haberlandt, Wissenschaftlich-praktische Untersuchungen auf dem Gebiete des Pflanzenbaues, Band 2
- 1877: Über den Kork und verkorkte Gewebe überhaupt, Sbb. Wien, mathematisch-naturwissenschaftliche Klasse, Band 76/1
- 1877: Histochemische Untersuchungen über das Xylophilin und Coniferin, Sbb. Wien, mathematisch-naturwissenschaftliche Klasse, Band 76/1
- 1880: Die Gerberrinden: ein monographischer Beitrag zur technischen Rohstofflehre, Oppenheim-Verlag, Berlin
- 1887: Die Mikroskopie der technisch verwendeten Faserstoffe: ein Lehr- und Handbuch der mikroskopischen Untersuchung der Faserstoffe, Gewebe und Papiere, 2. Auflage 1905
- 1889: Über eine neue Methode der mikroskopischen Papierprüfung, Mitteilungen der Sektion für Chemische Gewerbe des k. k. Technologischen Gewerbe-Museum Wien
- 1902 bis 1920: Fragmente zur Mykologie, Sbb. Wien, mathematisch-naturwissenschaftliche Klasse, Band 111–132 und Annales Mycologici 1–18
- 1906: Revision von 292 der von Feltgen aufgestellten Ascomycetenformen, Sbb. Wien, mathematisch-naturwissenschaftliche Klasse Band 115
- 1913: Verzeichnis der von mir gemachten Angaben zur Systematik und Synonymie der Pilze, Österreichische Botanische Zeitschrift, Wien 1913, S. 167–171 (zobodat.at [PDF]), S. 232–240 (zobodat.at [PDF]), S. 293–302 (zobodat.at [PDF]), S. 495–510 (zobodat.at [PDF]).